# William Whiteley
Pour les articles homonymes, voir Whiteley.
William Whiteley (3 octobre 1882 - 3 novembre 1955) est un homme politique britannique. Il est député travailliste de Blaydon dans le comté de Durham.

## Biographie
William Whiteley, à ne pas confondre avec le fondateur du grand magasin du même nom, est un mineur de Durham de formation et un fonctionnaire de la loge. Il est un syndicaliste actif et membre du Parti travailliste.
Il se présente sans succès à Blaydon pour le Labour Party aux élections générales de 1918, mais remporte les élections quatre ans plus tard. Il est député de Blaydon de 1922 à 1931. Sa défaite aux élections générales de 1931 fait suite aux événements de cet été-là lorsque Ramsay MacDonald quitte le Parti travailliste pour former un gouvernement national et les élections déclenchées en octobre de la même année réduisent la représentation travailliste à 52 députés. Cependant, Whiteley est réélu aux élections générales de 1935 et continue à représenter la circonscription pendant les vingt années suivantes jusqu'à sa mort en 1955 à l'âge de 74 ans. Lors de l'élection partielle qui a suivi, le siège du Parti travailliste est occupé par Robert Woof.
Président du Durham Miners' Homes for the Aged de 1927 à 1955, Whiteley est conseiller privé après 1943 et est whip en chef travailliste à la Chambre des communes pendant treize ans. Pendant le gouvernement de Clement Attlee de 1945 - 1951, il est Secrétaire parlementaire du Trésor.